# Adrian Lewis Morgan
Adrian Lewis Morgan es un actor británico, más conocido por interpretar a Jimmi Clay en la serie Doctors.

## Biografía
Es hijo de un asistente social y tiene una hermana.
En el 2010 se casó con la cantante Ria Morgan.

## Carrera
En el 2001 se unió al elenco de la cuarta temporada de la serie médica Holby City donde interpretó al enfermero Liam Evans hasta el 2002 después de que su personaje decidiera mudarse a Australia con su novia.
El 5 de septiembre de 2005 se unió al elenco principal de la serie británica Doctors donde interpreta al doctor Jimmi Clay, hasta ahora. Anteriormente había aparecido por primera vez en la serie en el 2002 donde interpretó a Andy Rees durante el episodio "Sleeping Dogs".

## Filmografía

### Series de televisión
| Año           | Serie      | Personaje      | Notas           |
| ------------- | ---------- | -------------- | --------------- |
| 2005-presente | Doctors    | Dr. Jimmi Clay | 1,937 episodios |
| 2001-2002     | Holby City | Liam Evans     | 33 episodios    |

### Teatro
| Año | Obra                   | Personaje   | Teatro                 |
| --- | ---------------------- | ----------- | ---------------------- |
| -   | Sweeney Todd           | Tobias Ragg | Royal National Theatre |
| -   | Les Misèrables         | Marius      | -                      |
| -   | Rent                   | Roger       | -                      |
| -   | Jesus Christ Superstar | Judas/Annas | -                      |

## Premios y nominaciones
| Año  | Categoría                                        | Premio                    | Serie   | Resultado |
| ---- | ------------------------------------------------ | ------------------------- | ------- | --------- |
| 2019 | Best On-Screen Partnership (junto a Ian Midlane) | British Soap Award        | Doctors | Nominados |
| 2016 | Best Male Dramatic Performance                   | British Soap Award        | Doctors | Nominado  |
| 2016 | Serial Drama Performance                         | National Television Award | Doctors | Nominado  |